# Monte Kapalatmada
O monte Kapalatmada (em indonésio:  Gunung Kapalatmada) é uma montanha na ilha de Buru, na Indonésia. É o ponto mais alto da ilha, e tem 2700 m de altitude e de proeminência topográfica